# 複雜可程式化邏輯裝置

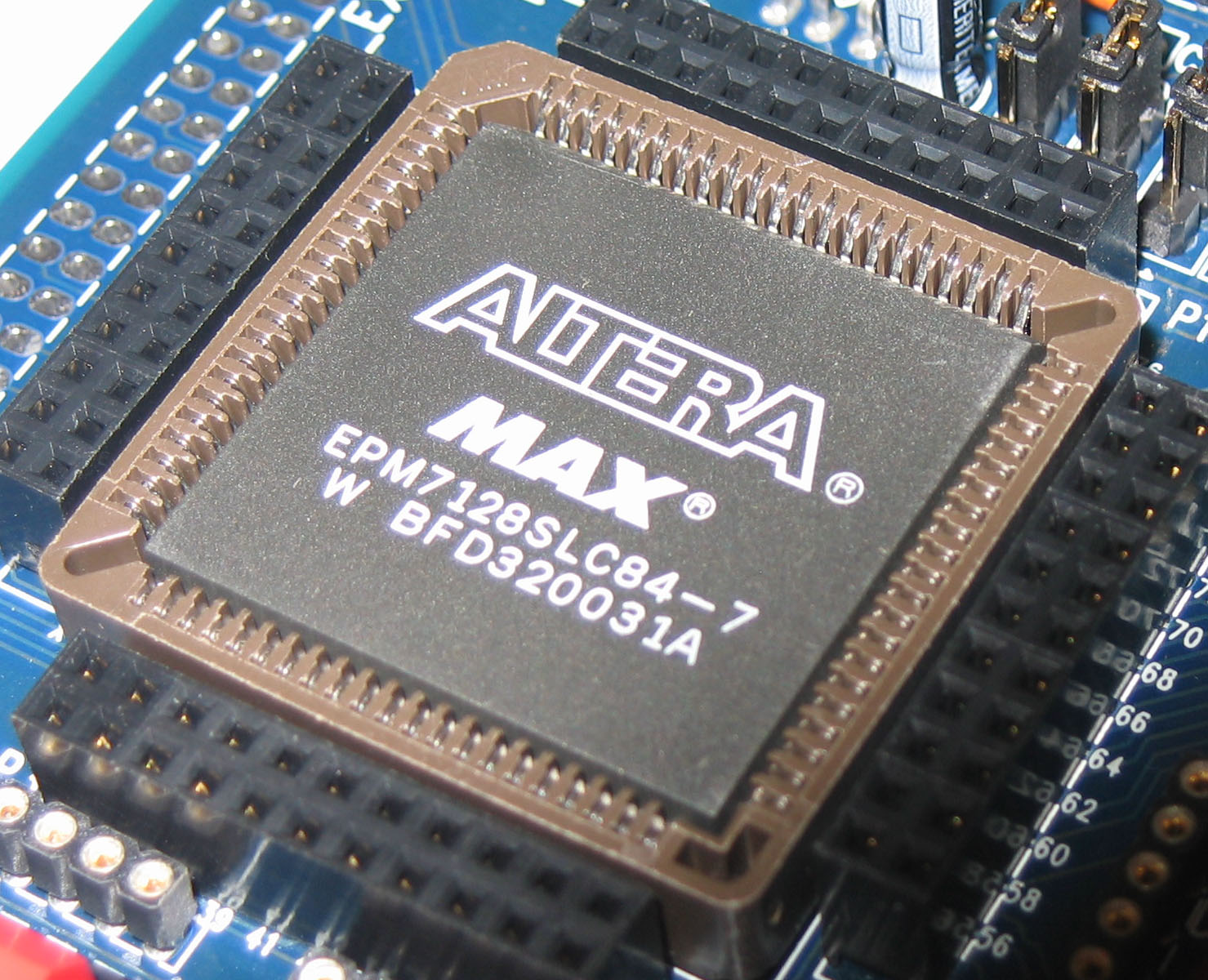
Altera MAX 7000-series CPLD有2500個邏輯閘

複雜可程式邏輯裝置（英語：Complex Programmable Logic Device, CPLD），CPLD適合用來實現各種運算和組合邏輯（combinational logic）。一顆CPLD內等於包含了數顆的PAL（可程式化陣列邏輯），各PAL（邏輯區塊）間的互接連線也可以進行程式性的規劃、燒錄，CPLD運用這種多合一（All-In-One）的整合作法，使其一顆就能實現數千個邏輯閘，甚至數十萬個邏輯閘才能構成的電路。